# Régis Belzile
Joseph Marie Régis Belzile O.F.M. Cap. (ur. 13 marca 1931 w Amqui, zm. 4 września 2018 w Montrealu) – kanadyjski duchowny rzymskokatolicki posługujący w Czadzie, w latach 1975-1985 biskup Moundou.

## Życiorys
Święcenia kapłańskie przyjął 11 lutego 1961. 19 grudnia 1974 został prekonizowany biskupem Moundou. Sakrę biskupią otrzymał 6 kwietnia 1975. 9 marca 1985 zrezygnował z urzędu.
Zmarł 4 września 2018.